# Tachardina minor
Tachardina minor är en insektsart som först beskrevs av Charles Kimberlin Brain 1920.  Tachardina minor ingår i släktet Tachardina och familjen Kerriidae. Inga underarter finns listade i Catalogue of Life.